# Zoo et Aquarium de Point Defiance
Le Zoo et Aquarium de Point Defiance (en anglais Point Defiance Zoo & Aquarium, PDZA) est un parc regroupant un zoo et un aquarium situé à Tacoma, dans l'État de Washington aux États-Unis et qui appartient au Metro Parcs Tacoma. Répartis sur 12 ha (29 acres), le zoo et l'aquarium possèdent plus de 9000 spécimens avec 367 espèces animales.
Le zoo a été fondé en 1905 et se rapproche de son emplacement actuel en 1914. L'aquarium a ouvert sur le front de mer en 1936 comme une entité séparée du zoo. En 1963, un nouvel aquarium, maintenant connu sous le nom de North Pacific Aquarium, a été construit sur le terrain du zoo afin de combiner les deux parcs.
À la fin des années 1960, un programme d'élevage a débuté pour les loups rouges, qui avaient été déclarés espèce en voie de disparition en 1967. Une exposition sur cette espèce a été rénovée et rouverte en 2010. Une autre exposition sur la panthère nébuleuse appelée Cats of the Canopy a également ouvert le 27 août 2011.